# Disponibilitate
Disponibilitatea (în engleză: availability; franceză: disponibilité) este aptitudinea unui sistem/echipament de a fi în stare de funcționare în condiții date, la un moment dat sau pe durata unui interval de timp dat, presupunând că furnizarea mijloacelor externe necesare (de mentenanță) este asigurată. Este o formă complexă a calității unui sistem/produs, deoarece include atât fiabilitatea cât și mentenabilitatea. Conceptul de disponibilitate este utilizat extensiv în ingineria centralelor electrice. În informatică se utilizează deseori termenul de disponibilitate înaltă (engl. high availability) în legătură cu arhitectura sistemului sau a unui serviciu, pentru a desemna faptul că această arhitectură sau acest sistem au un procentaj al timpului de disponibilitate convenabil. Acest articol nu tratează disponibilitatea informațiilor în sistemele informaționale automatizate.

## Teoria disponibilității
Legătura matematică  dintre cele trei concepte: disponibilitate, fiabilitate și mentenabilitate se poate exprima cu formula:
A(t) = R(t) + [(1-R(t)]M(t)   (1)
unde: A(t) este disponibilitatea; R(t) - fiabilitatea; M(t)- mentenabilitatea.
[1 - R(t)] = F(t) este nonfiabilitatea produsului, adică funcția de defectare
Se mai poate scrie: A(t) = R(t) + F(t).M(t)
unde: F(t) este probabilitatea defectării unui produs (funcția de nonfiabilitate), înainte de momentul t.
Funcția de mentenabilitate M(t) se poate determina pe baza legii exponențiale cu relația:
M(t) = 1 - e -μt
La produse nereparabile, la care mentenanța este zero, M(t) = 0, disponibilitatea este egală cu fiabilitatea.: A(t) = M(t). Indicatorul de disponibilitate are sens numai atunci când sistemul este reparabil. 
Funcția de disponibilitate A(t) este o funcție monoton descrescătoare de timp,cu valoarea inițială  A(0) =1 și cu valoarea asimptotică când t→∞  egală cu: 
lim A(t) = A(∞) = μ/(λ + μ)  
unde μ este rata reparațiilor, iar λ - rata defectărilor (intensitatea de defectare). Rata reparațiilor μ se definește ca fiind numărul de reparații ale unui produs în unitatea de timp. Rata reparațiilor este mărimea inversă mediei timpului de reparare MTTR, respectiv:  
μ = 1/MTTR
Disponibilitatea asimptotică (sau staționară) este limita disponibilității instantanee, când timpul  t  tinde la ∞ . 
Pentru calculul disponibilității se utilizează și expresia: 
{\displaystyle A(t)={\frac {timp\ de\ disponibilitate}{timp\ de\ disponibilitate+timp\ de\ indisponibilitate}}}  (2)
Timpul de disponibilitate (uptime) este timpul sau procentul de timp în care echipamentul este în stare de funcționare și disponibil pentru utilizare, iar timpul de indisponibilitate (downtime) este timpul sau valoarea procentuală a intervalului de timp în care echipamentul este indisponibil pentru utilizare
Folosind acronimele pentru diferitele categorii de timpi  se obține formula pentru coeficientul de disponibilitate KA:
KA = MTBF/(MTBF + MTTR)   (3)
în care MTBF este timpul mediu de bună funcționare; MTTR - timpul mediu pentru reparare (timp de reparare + timp de așteptare între defectare și începutul reparării).
Acest coeficient de disponibilitate are o semnificație simplă: este raportul dintre un parametru care desemnează timpul util (de bună funcționare) și timpul total avut la dispoziție. Valoarea mărită a acestui coeficient arată că echipamentul este exploatat eficient, datorită unei bune fiabilități (MTBF mare) și unei bune mentenabilități (MTTR mic).
MTBF depinde de:
- calitatea concepției elementelor componente și a întregului utilaj;
- politica de mentenanță;
- modul de exploatare etc.

Valoarea termenului MTTR este rezultatul progresului în tehnologiile de întreținere și reparații, corelate cu organizarea și administrarea activităților specifice.
Este de precizat că disponibilitatea se calculează numai pentru o perioadă care corespunde vieții utile (perioada maturității) a unui produs. Aceasta nu poate fi calculată pentru perioada de început și nici pentru perioada de uzură finală accelerată, deoarece în aceste perioade defectările au un caracter accidental iar numărul lor poate fi foarte mare în comparație cu cel normal. Dacă sistemul (produsul) are o fiabilitate redusă, disponibilitatea poate fi ridicată prin activități intense de mentenanță.

## Tipuri de disponibilitate
Există mai multe tipuri de disponibilitate:
Disponibilitatea inerentă (sau intrinsecă) (engleză: Inherent Availability) Ai este disponibilitatea unui sistem numai cu privire la timpul operațional și timpul pentru mentenanța corectivă. Sunt excluși timpii de rezervă (stand-by) și timpii de întârziere asociați cu mentenanța preventivă, precum și timpul mediu de întârziere a logisticii MLDT (MLDT =Mean Logistics Delay Time) . Acesta din urmă este un indicator al timpului mediu în care un sistem așteaptă mentenanța.
Disponibilitatea realizată AA (engleză: Achieved Availability) este disponibilitatea unui sistem cu privire la mentenanța preventivă și mentenanța corectivă. Acest tip de disponibilitate exclude timpul mediu de întârziere a logisticii MLDT. Se poate calcula cu relația:
AA = MTBM/(MTBM + MMT)   (3) în care:
MTBM este timpul mediu între toate acțiunile de mentenanță, atât corective cât și preventive; MMT-- o măsură a mentenabilității sistemului, considerând atât mentenanța corectivă, cât și cea preventivă. 
Disponibilitatea operațională (Operational Availability) Ao este procentajul de timp în care o piesă, un sistem sau un grup de sisteme din cadrul unei unități sunt capabile operațional de a efectua o misiune desemnată, atunci când este necesar. Disponibilitatea operațională ia în considerare efectul fiabilității, mentenabilității și timpului mediu de întârziere a logisticii MLDT. Se calculează cu formula: 
Ao = MTBM/(MTBM + MMT + MLDT)    (4) Notațiile sunt cele explicate la relația (3).
Acest indicator este folosit de logisticieni și de planificatorii de misiuni.
Disponibilitatea instantanee sau la un moment dat (engleză: Instantaneous or Point Availability) este probabilitatea ca un sistem sau o componentă să fie operaționale la un moment dat, specificat t. Acest tip de disponibilitate este folosit mai ales în domeniul militar, deoarece este necesar uneori pentru a estima disponibilitatea unui sistem la un moment dat important (de exemplu, când o anumită misiune trebuie să înceapă).

## Disponibilitatea sistemelor cu structură serie sau în paralel
Disponibilitatea sistemelor se calculează prin modelarea sistemului sub forma de piese interconectate în serie sau în paralel.
Disponibilitatea sistemului cu structură în serie se calculează presupunând că defectările sunt evenimente independente și că disponibilitatea totală a sistemului, într-un interval de timp dat, A(t), este produsul dintre disponibilitățile elementelor componente în același interval de timp:
A(t) = Π (Ai(t)    (5)
unde Ai(t) sunt disponibilitățile elementelor componente ale sistemului.
Se observă că deoarece 0 ≤ A(t) ≤ 1, disponibilitatea totală va fi întotdeauna mai mică decât disponibilitatea oricărui element.
Disponibilitatea sistemelor cu structură în paralel se calculează cu relația:
A(t)   = 1 -Π [1- Ai(t)]   (6)
Disponibilitatea sistemului cu structura în paralel este mai mare decât disponibilitatea oricărui element component al sistemului și se mărește o dată cu creșterea numărului de elemente.

## Metode de creștere a disponibilității
Disponibilitatea poate fi mărită pe următoarele căi principale:
- prin fiabilitate maximă
- prin mentenanță, respectiv prin mentenabilitate maximă
- prin utilizare corectă a echipamentelor/mașinilor
- prin înnoire
- prin optimizarea caracteristicilor de fiabilitate și mentenabilitate, însă cu condiția ca o astfel de echilibrare să nu conducă la soluții contradictorii.

Disponibilitatea bazată pe fiabilitate. Disponibilitatea unui produs va fi cu atât mai ridicată cu cât fiabilitatea sa este mai mare și necesită mai puține lucrări de mentenanță. Trebuie să se aibă în vedere că pentru asigurarea unui anumit nivel de fiabilitate, cheltuielile de întreținere trebuie să nu depășească anual 10...20% din prețul de achiziție al produsului (Baron,T. ș.a. , op.cit. p.84). Restabilirea la nivel normal a fiabilității se realizează prin mentenanță corectivă sau preventivă. În practică, se caută un compromis între prețul de achiziție, serviciul impus și riscul acceptat, întrucât pentru a realiza disponibilitatea prin fiabilitate trebuie să se utilizeze piese foarte fiabile, care costă de 5...10 ori mai mult decât cele obișnuite. O disponibilitate de 99% se obține când fiabilitatea este de 99%.
Disponibilitatea bazată pe mentenanță rezultă din luarea în considerare a faptului că fiabilitatea este o probabilitate de funcționare fără defecțiuni pe un anumit interval de timp. Fiabilitatea este limitată tehnic și financiar. Defectările în perioada inițială de funcționare a produsului, precum și cele din perioada finală derivă din fenomene fizice inevitabile, iar defectările din perioada de maturitate au un caracter accidental normal. În plus, fiabilitatea se poate degrada în timp chiar în perioada de depozitare, generând astfel defectări suplimentare. Fiabilitatea este restabilită la nivelul său normal prin mentenanța corectivă sau preventivă, după cum defectările sunt previzibile sau imprevizibile. Disponibilitatea produsului este rezultatul combinației între fiabilitate și mentenabilitate și acestea se susțin mutual. Creșterea mentenabilității produselor duce la mărirea disponibilității.
Disponibilitatea prin utilizarea corectă a echipamentelor/mașinilor este deseori ignorată, se abuzează de montarea mașinilor, aparatelor și instalațiilor în condiții de mediu necorespunzătoare sau utilizarea prin suprasolicitare. De aceea, echipamentele moderne se concep astfel încât să poată supraviețui unor asemenea abuzuri, atât prin robustețea lor cât și, mai ales, prin controlul automat al parametrilor funcționali și prin protecția de siguranță cu care sunt echipate. Mărirea disponibilității este posibilă prin asigurarea unei funcționări în condițiile precizate de producător.
Disponibilitatea prin înnoire (sau prin modernizare, prin îmbunătățire) este singura cale atunci când echipamentele și materialele îmbătrânesc, numeroasele defectări necesitând importante acțiuni de mentenanță, pentru obținerea disponibilității necesare. Soluția acestor probleme este înlocuirea cu alte echipamente noi.

## Pragul de disponibilitate al utilajelor
În exploatarea unui utilaj este necesar, în unele cazuri, să se cunoască disponibilitatea minimă începând de la care firma obține beneficiu. În acest scop este util să se stabilească raportul venituri-cheltuieli pentru anumite valori ale disponibilității. Pentru evaluarea acestui raport se folosește noțiunea de prag de disponibilitate care reprezintă disponibilitatea minimă începând de la care utilajul asigură un raport pozitiv venituri-cheltuieli.
Pentru o analiză mai detaliată este necesar să se cunoască următoarele aspecte:
- valoarea serviciilor de mentenanță efectuate și încasate, S;
- cheltuieli de exploatare a unității de producție, CH;
- marja brută a beneficiarului Mb.

Marja brută Mb poate fi exprimată prin relația:
Mb = S - CH  (7)
Se admite că mărimile S și CH au o variație liniară cu disponibilitatea A, așadar se pot obține următoarele relații:
S = a.A   (8) în care a este un coeficient de proporționalitate a valorii serviciilor față de disponibilitate;
CH = b.A + CH0   (8) unde b -coeficient de proporționalitate a cheltuielilor CH față de disponibilitate; CH0 cheltuieli fixe. 
Valoarea pragului de disponibilitate AM va fi :
AM = CH0/(a-b)  (9)
În concluzie, pentru ca firma să obțină beneficiu este necesară asigurarea unei disponibilități A > AM. În cazul în care se acceptă o disponibilitate mai mică decât valoarea de prag, firma va produce în pierdere. Marja de beneficiu este maximă în condițiile în care s-ar putea asigura o disponibilitate maximă A = 1.

## Legături externe
Moțiu, Traian, Disponibilitatea optimă a structurilor de producție de serie mare. Editura EUROBIT, Timișoara, 1999, ISBN 973-9441-66-1

## Vezi și
- Fiabilitate
- Mentenabilitate